# Tramway de Boma

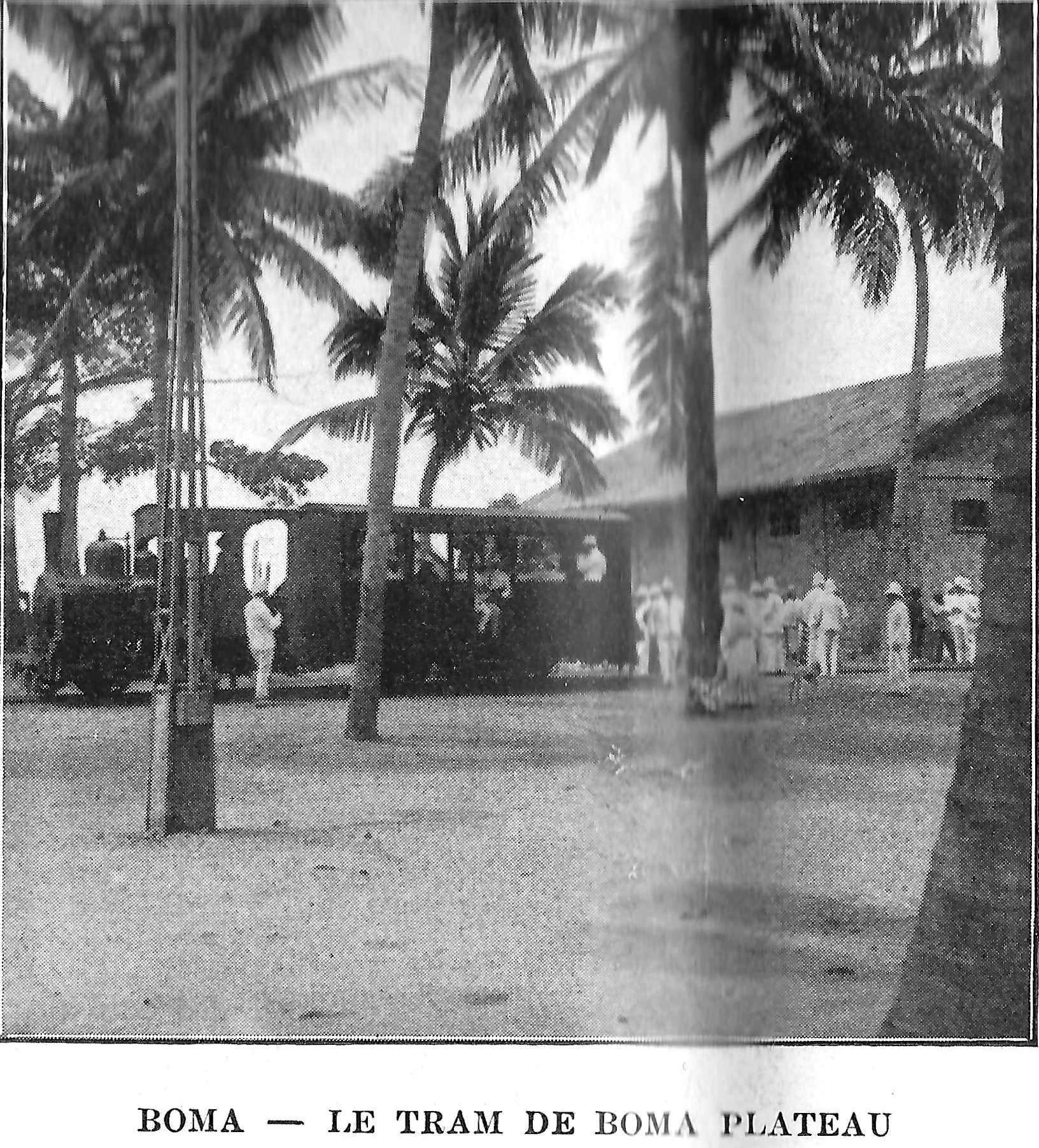
Le tram local à Boma

Le tramway de Boma a fonctionné entre 1897 et 1904 dans cette ville située dans la province du bas-Congo, dans l'État indépendant du Congo devenu Congo belge puis République démocratique du Congo. La ligne est construite à l'écartement de 610 mm. Le tramway donnait correspondance au chemin de fer du Mayombe.

## Histoire
La Compagnie des Magasins généraux du Congo construit et inaugure un hôtel, un restaurant et un tramway à vapeur en 1890. Cette compagnie est une filiale de la Compagnie du Congo pour le Commerce et l'Industrie. L'exploitation est reprise par l'État indépendant du Congo par une convention du 4 février 1893.

## La ligne
- Boma Plateau — Boma Rive (2km): ouverture le 4 mars 1890[réf. souhaitée].

## Matériel roulant
- 2 locomotives à vapeur type 020t[3]